# Tadd Dameron

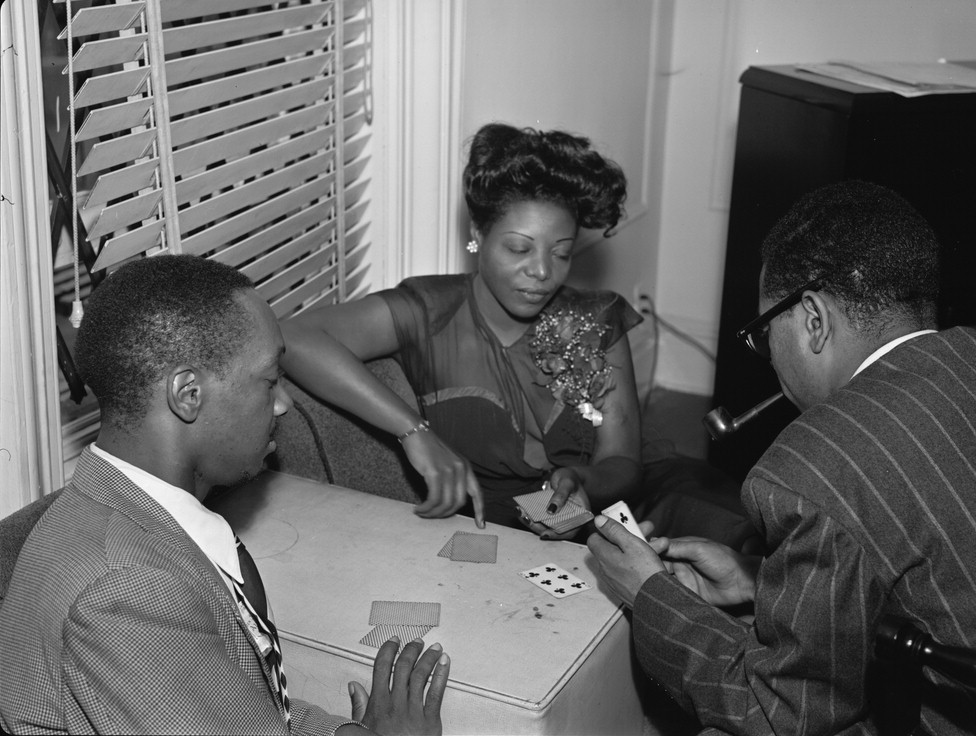
Tadd Dameron, Mary Lou Williams
i Dizzy Gillespie, 1946

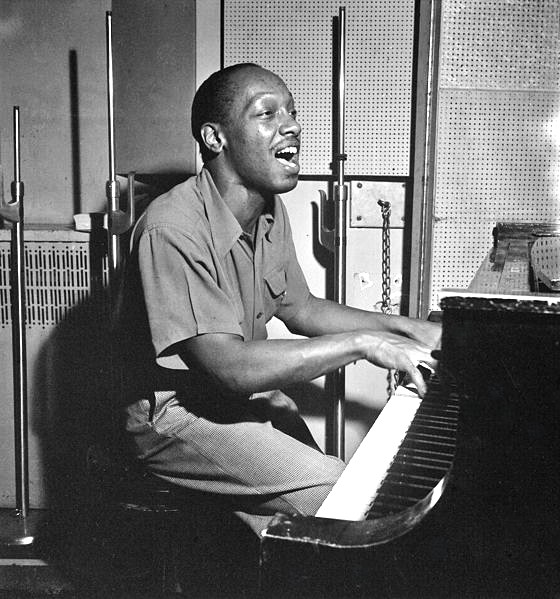
Tadd Dameron, 1947

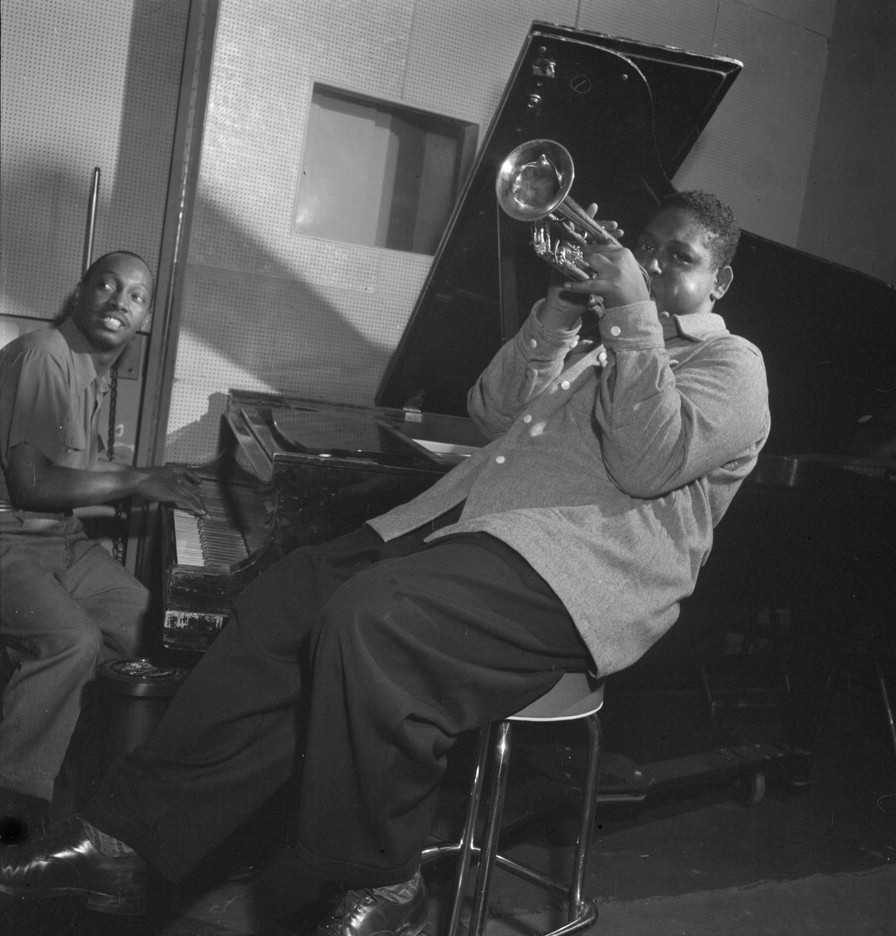
Tadd Dameron i Fats Navarro, 1947

Tadd Dameron, właśc. Tadley Ewing Peake Dameron (ur. 21 lutego 1917 w Cleveland, zm. 8 marca 1965 w Nowym Jorku) – amerykański pianista, aranżer i kompozytor jazzowy. Był pierwszym aranżerem, który przeniósł nowatorskie koncepcje stylu bebop na grunt instrumentacji orkiestrowej. Prekursor modern jazzu.

Leonard Feather: Dameron, który połączył swing i piękno, miał ogromny wkład w rozwój nowoczesnego jazzu.

## Życiorys
Pochodził z bardzo muzykalnej rodziny. Moja matka grała na fortepianie. Ojciec grał na fortepianie i śpiewał. Brat grał na alcie. Grały też moje wszystkie ciotki i kuzyni. I, oczywiście, stryj – na gitarze i kontrabasie. Starszy brat Tadda, Caesar, był największym entuzjastą jazzu w rodzinie i przynosił do domu płyty Fletchera Hendersona i Duke’a Ellingtona, dwóch czołowych aranżerów ery swingu. Caesar także – w tajemnicy przed rodzicami – zabierał nastoletniego Tadda do nocnego klubu „Columbus”, żeby ten mógł zagrać jeden lub dwa utwory z tamtejszym zespołem, The Snake White Band. Muzyk Andy Anderson tak ocenił młodego pianistę: Chłopak grał jednocześnie wszystkimi dziesięcioma palcami, z których każdy wydobywał inną nutę – to było coś niebywałego.
Tadd zamierzał zostać lekarzem. Jednakże trębacz Freddie Webster, kolega z Central High School, do której obaj chodzili, namówił go do gry w zespole i Tadd po niedługim czasie porzucił plany medyczne na rzecz jazzu. Mając 21 lat był już stałym aranżerem swingowej The Jeter-Pillars Orchestra. Również komponował. We wczesnym okresie kariery napisał m.in. utwory: Good Bait i Lady Bird, które stały się standardami jazzowymi. Po epizodach zawodowych w Chicago i Nowym Jorku, w 1940 przyjechał do Kansas City, gdzie pisał aranżacje dla zespołu Harlana Leonarda – Rockets, konkurującego wówczas z orkiestrą Counta Basiego. Gdy po kłótni z Leonardem odszedł z zespołu Charlie Parker i wyjechał do Nowego Jorku, wkrótce jego śladem podążył Dameron. Niemal od razu znalazł swoje miejsce w „kuźni bebopu”, klubie „Minton's Playhouse”. W 1942 – podczas jednej ze słynnych mintonowskich jam sessions – grający na fortepianie Dameron, eksperymentował ze swoimi nowatorskimi pomysłami harmonicznymi. Zachwycony nimi Dizzy Gillespie natychmiast zaproponował mu współpracę, o którą wkrótce zabiegali następni luminarze jazzu.
Przystąpienie Stanów Zjednoczonych do II wojny światowej spowodowało, że wielu jazzmenów przywdziało wojskowe mundury. Choć Dameron nie znalazł się w szeregach armii, do końca wojny pracował w fabryce broni i tylko okazjonalnie zajmował się muzyką. W 1946 powrócił jednak do niej w pełnym wymiarze. Dostarczał swoje kompozycje Charliemu Parkerowi i wykonawcom z jego kręgu, pisał aranżacje dla big-bandów Jimmiego Lunceforda, Colemana Hawkinsa i Sary Vaughan. W 1947 wielkonakładowy miesięcznik „Esquire” uznał go za „Najlepszego nowego aranżera jazzowego”. Kiedy również Dizzy Gillespie założył big-band, Dameron jako jego główny aranżer zastosował koncepcje bebopu w instrumentacjach przeznaczonych dla dużego aparatu wykonawczego. Wzorem Ellingtona, który tworzył rozbudowane formy orkiestrowe, Dameron skomponował dla big-bandu Gillespiego swego rodzaju symfonię bebopową, pt. Soulphony, której premierowe wykonanie miało miejsce w Carnegie Hall w 1948. W tym czasie prowadził także aktywną działalność jako wykonawca. Sformował sekstet, którego występy w klubie „The Royal Roost” na Broadwayu, przyciągały rzesze młodych adeptów jazzu. W grupie Damerona grali znakomici muzycy, m.in. trębacze: Fats Navarro, Miles Davis i Clifford Brown oraz saksofoniści: Dexter Gordon, Sonny Rollins i John Coltrane. Dameron przez pewien czas prowadził także big-band, który założył w 1953. Był tytanem pracy, czego świadectwem była wypowiedź perkusisty Philly’ego Joe Jonesa: Kiedy tylko zaświtał mu w głowie jakiś pomysł, od razu zaczynał pisać. Mógł napisać cały utwór, leżąc na podłodze i wstając od czasu do czasu, żeby przy fortepianie sprawdzić, że to, co zapisał jest w porządku. I zawsze było.
Plaga narkotykowa, która w owym czasie ogarnęła muzyków jazzowych, nie oszczędziła również Damerona. Za posiadanie heroiny z wyroku sądu trafił nawet federalnego zakładu karnego w Lexington, gdzie był osadzony w latach 1958–1961. W więzieniu nie zaprzestał pisać, tworząc m.in. część materiału na płytę trębacza Blue Mitchella. Po wyjściu na wolność nadal otrzymywał wiele zamówień. Zaaranżował szereg utworów dla zespołu Benny’ego Goodmana na słynną „wyprawę za żelazną kurtynę” jak nazwano tournée „Króla Swingu” po Związku Radzieckim w 1962. Pisał także dla Milta Jacksona i Sonny’ego Stitta.
Niestety nałóg narkotykowy i pobyt w więzieniu bardzo źle wpłynęły na stan zdrowia Damerona. Muzyk kilkakrotnie doznał zawału serca. W ostatnich latach życia cierpiał również na chorobę nowotworową, która stała się bezpośrednią przyczyną jego śmierci. Zmarł w nowojorskim szpitalu 8 marca 1965.

## Wybrana twórczość

### Kompozycje
The Chase, Fontainebleau, Good Bait, Hot House, If You Could See Me Now, Lady Bird, On a Misty Night, Our Delight, Soulphony, Squirrel, The Tadd Walk

### Jako lider lub współlider
- 1948/1991 The Dameron Band Featuring Fats Navarro/Fats Navarro Featured with the Tadd Dameron Band (Blue Note/Milestone)
- 1949 Cool Boppin' (Fresh Sound)
- 1949/2001 The Miles Davis/Tadd Dameron Quintet • In Paris Festival International de Jazz, May 1949 (Columbia/SBME)
- 1953 A Study in Dameronia (Prestige)
- 1956/1991 Fontainebleau (Prestige/Original Jazz Classics)
- 1956/1991 Mating Call • Tadd Dameron with John Coltrane (Prestige/Original Jazz Classics)
- 1962/1996 The Magic Touch • Tadd Dameron and His Orchestra (Riverside/Original Jazz Classics)
- 1993 Nostalgia • Fats Navarro, Art Blakey, Dexter Gordon, Tadd Dameron, Eddie Davis (Savoy)
- 1995 The Complete Blue Note and Capitol Recordings of Fats Navarro and Tadd Dameron (2CD) (Blue Note)
- 2000 Tadd Dameron 1947-1949 (Melodie Jazz Classic)

### Jako sideman i aranżer
Z Countem Basiem
- 1995 Count Basie Featuring Anita O’Day & the Tadd Dameron Trio 1945–1948 (Jazz Archives)

Z Charliem Parkerem
- 1949 Anthropology (Spotlite)
- 1991 Bird at the Roost • Savoy Years (Savoy)

Z Carmen McRae
- 1956/2000 Blue Moon • Carmen McRae (Decca/PolyGram)

Z Dizzym Gillespiem
- 1957/1992 Dizzy Gillespie Big Band in Concert (Crescendo/GNP)

Z Dexterem Gordonem
- 1985 Dexter Gordon • Master Takes • The Savoy Recordings with Bud Powell, Fats Navarro & Tadd Dameron (Savoy)

Z Sarą Vaughan
- 2002 The Essential Sarah Vaughan (Metro Music)

Z Blue Mitchellem
- 1960/1996 Smooth as the Wind • Blue Mitchell (Riverside/Original Jazz Classics)

### Płyty dedykowane Dameronowi
- 2003 Continuum • Mad About Tadd • Slide Hampton/Jimmy Heath/Kenny Barron/Ron Carter/Art Taylor (Quicksilver)
- 2007 Tardo Hammer • Look, Stop And Listen • The Music of Tadd Dameron (Sharp Nine)
- 2009 Philly Joe Jones' Dameronia • Look, Stop And Listen (Uptown Jazz)

## Upamiętnienie
W 2001 został pośmiertnie wprowadzony do Panteonu Sław Big-bandów i Jazzu (The Big Band and Jazz Hall of Fame).